# Lijst van musea in Boedapest
Onderstaand een overzicht van de musea op het grondgebied van de Hongaarse hoofdstad Boedapest.

## A

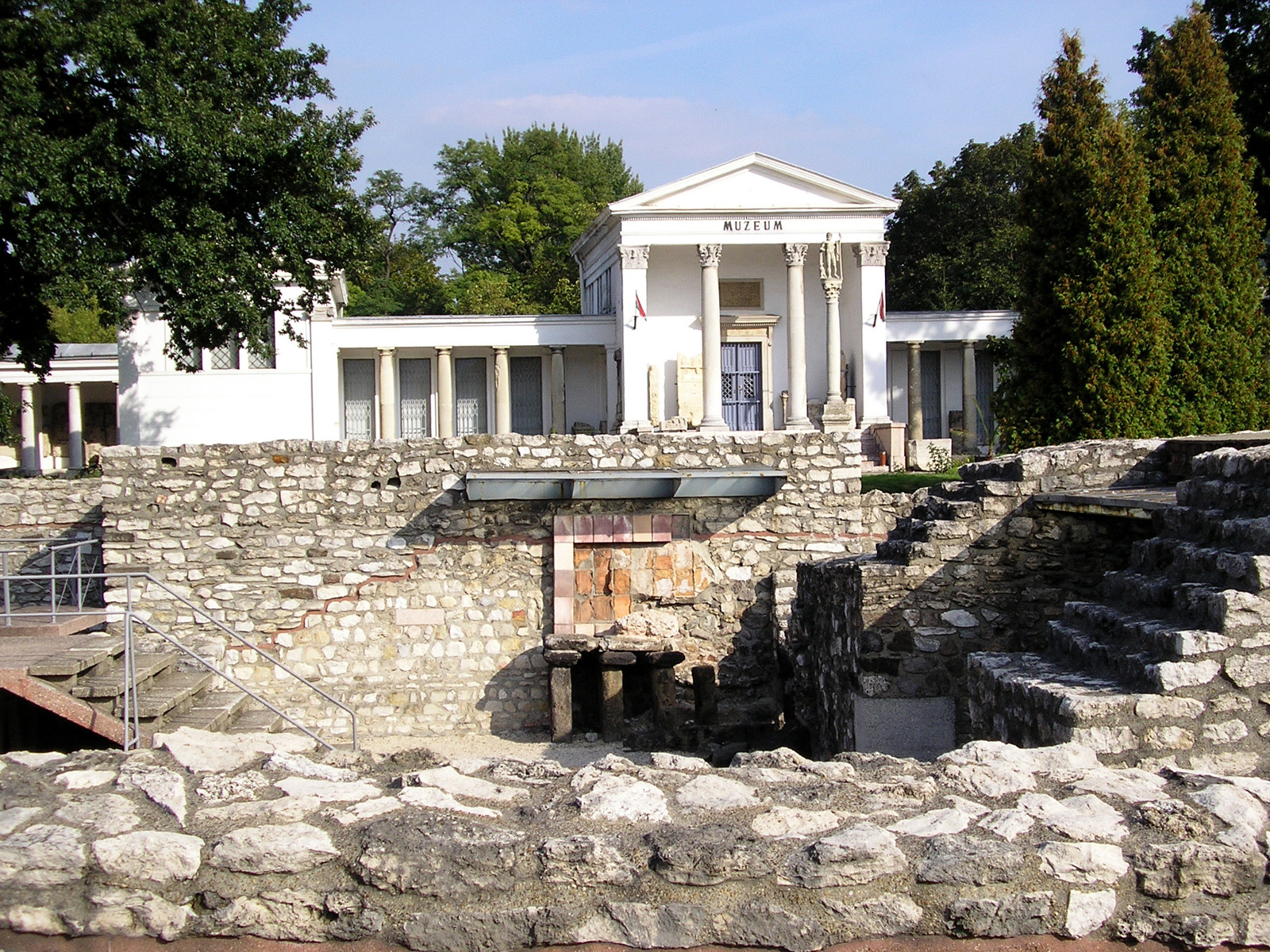
Aquincumi Múzeum

- Ady Endre Emlékmúzeum V. Veres Pálné u. 4.
- Aeropark  Liszt Ferenc Repülőtér
- Albertfalvai Helytörténeti Gyűjtemény és Iskolamúzeum XI. Pentele u. 8.
- Állatorvos-történeti Gyűjtemény VII. István u. 2.
- Angyalföldi Helytörténeti Gyűjtemény XIII. József Attila tér 4.
- Arany Sas patikamúzeum I. Tárnok u. 18.
- Aquincumi Múzeum III. Szentendrei út 136.

## B

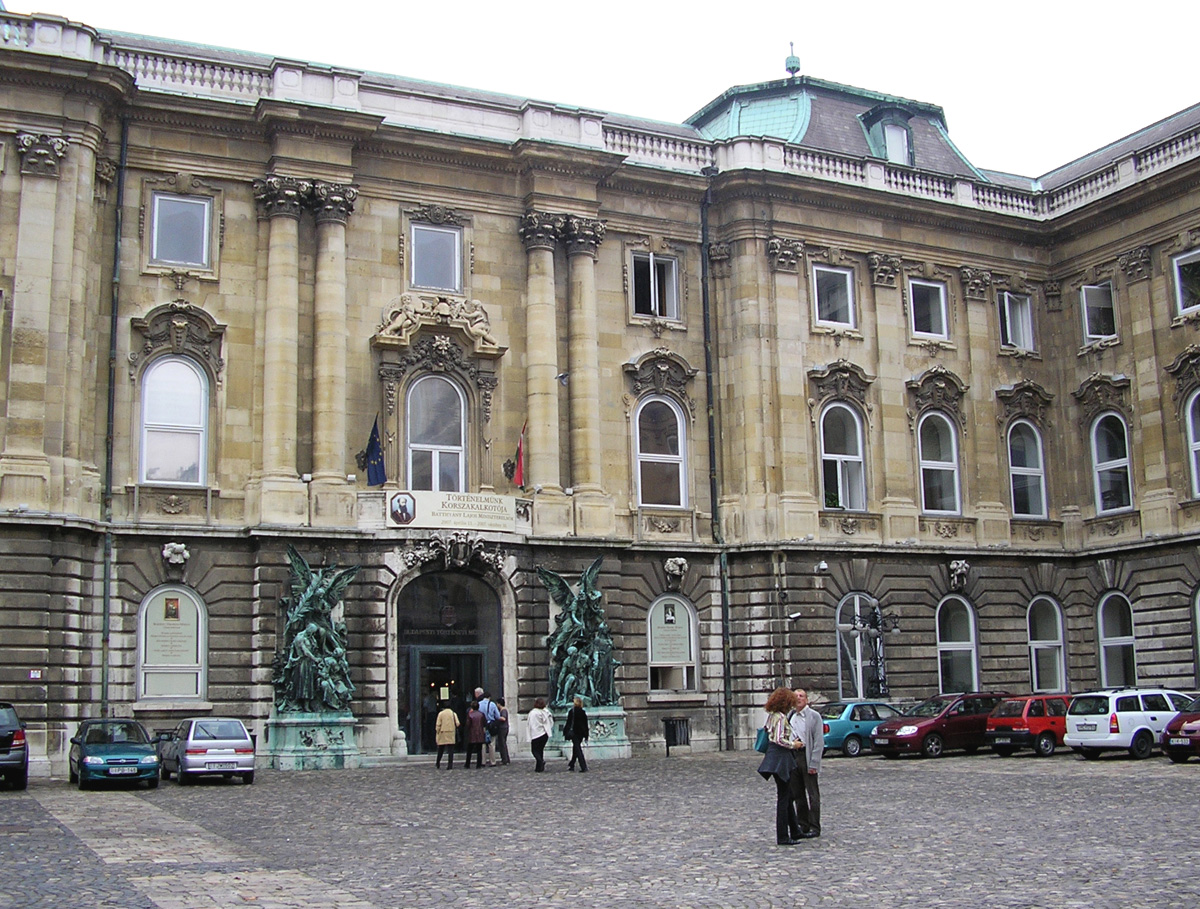
Történeti Múzeum

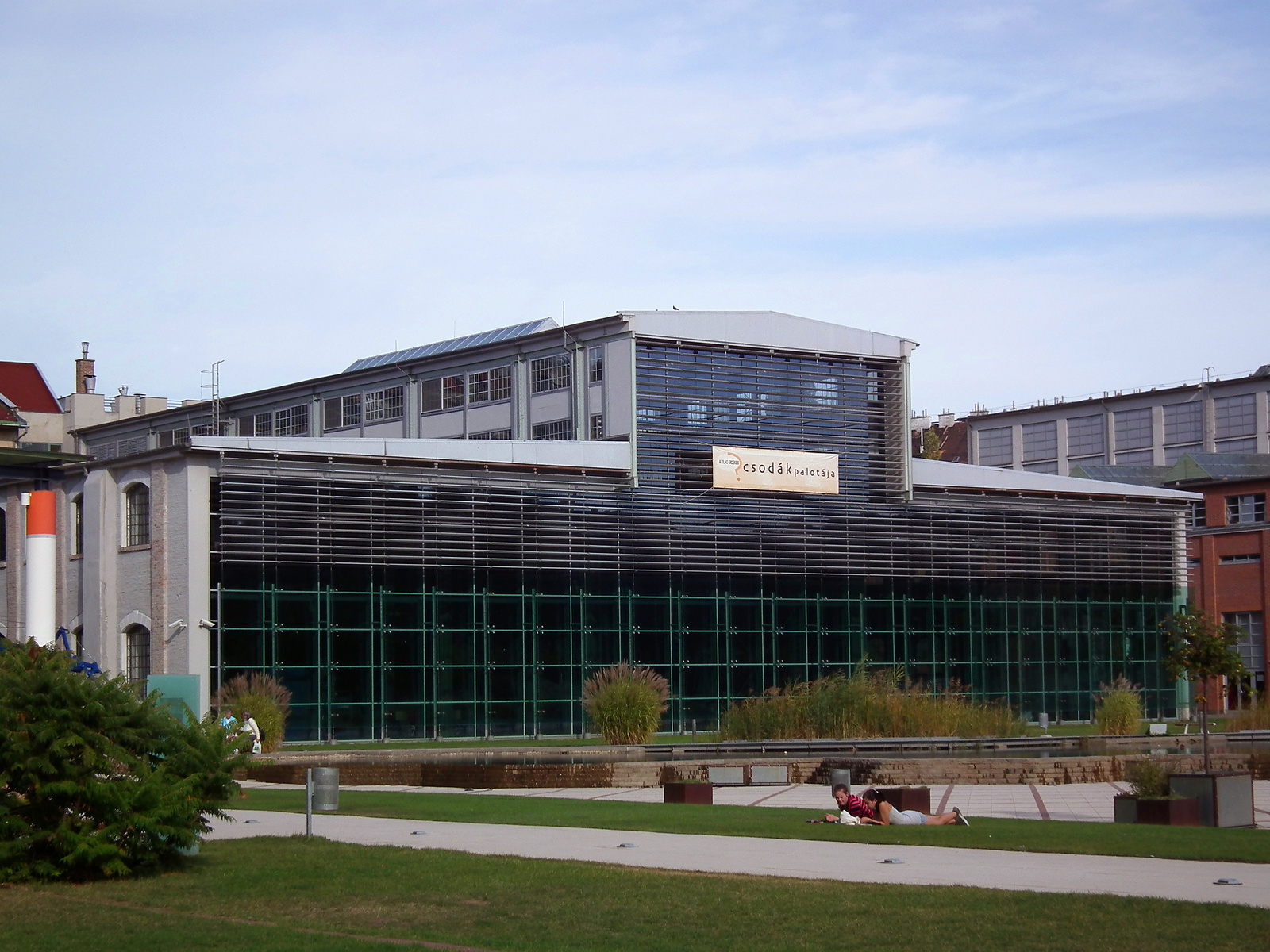
Csodák Palotája

- Bajor Gizi Színészmúzeum XII. Stromfeld Aurél út 16.
- Barlanglakás-múzeum XXII. Veréb u. 2.
- Bartók Béla Emlékház II. Csalán út 29.
- Bélyegmúzeum VII. Hársfa u. 47.
- Biblia Múzeum IX. Ráday u. 28.
- Bolyai haditechnikai park (Hadtörténeti Múzeum) IX. Üllői út 133.
- Budapest Galéria V. Szabad sajtó út 5.
- Budapesti Történeti Múzeum I. Szent György tér 2.
- Budai Vár-barlang I. Úri u. 9.
- Budavári Mátyás Templom Egyházművészeti Gyűjteménye I. Szentháromság tér 2.

## C
- Chinese Characters Galéria VII. Kertész u. 4.
- Cinkotai tájház XVI. Batthyány Ilona u. 16.
- Csepel Galéria és Helytörténeti Gyűjtemény XXI. Csete Balázs u. 13.
- Csodák Palotája II. Kis Rókus u. 16-20. (Millenáris Park)
- Csokimúzeum XVI. Bekecs u. 22.

## D
- De La Motte Palota - Műemlékvédelmi Gondnokság I. Dísz tér 15.
- Dorottya Galéria V. Dorottya u. 8.
- Dréher Sörmúzeum X. Jászberényi út  7.

## E

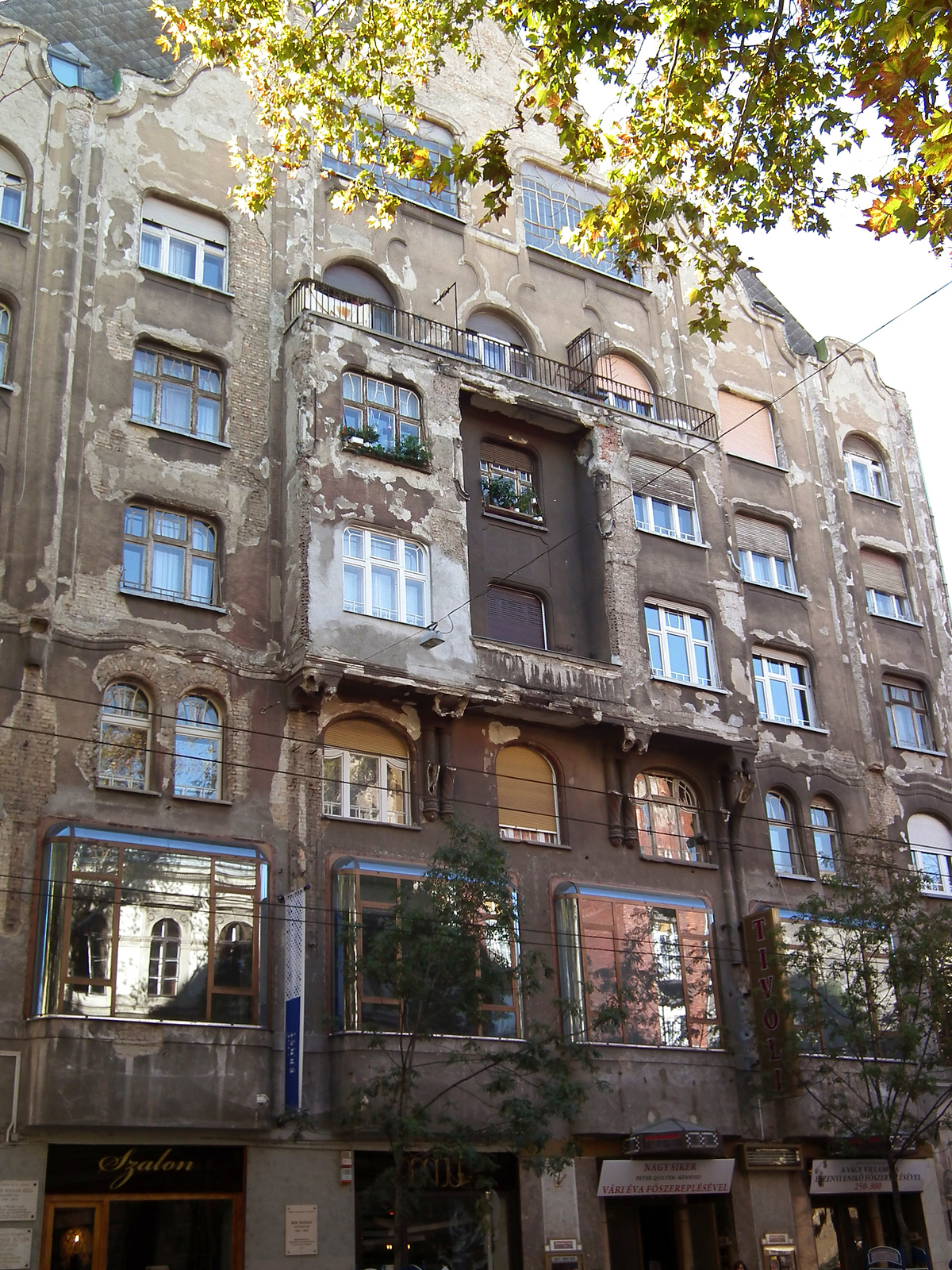
Ernst Múzeum

- ELTE Egyetemi Könyvtár V. Ferenciek tere 6.
- Erdős Renée Ház XVII. Béthory u. 31.
- Ernst Múzeum VI. Nagymező u. 8.:  megszűnt, 2013 augusztusától Robert Capa Kortárs Fotográfiai Központ
- Evangélikus Országos Múzeum V. Deák Ferenc tér 4.

## F

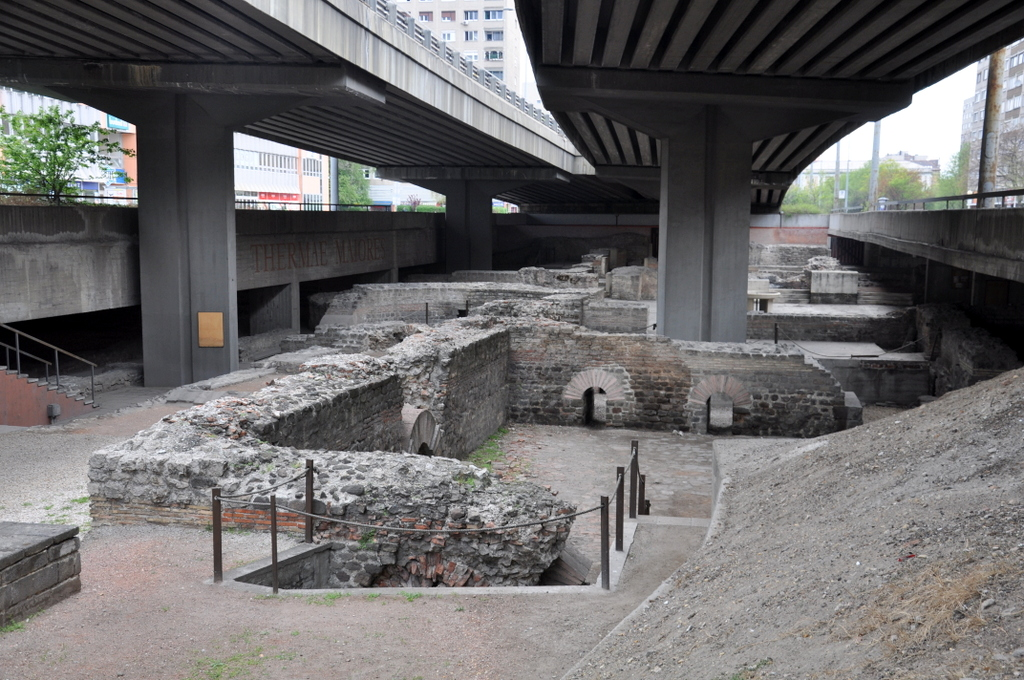
Római fürdőmúzeum

- Ferencvárosi Helytörténeti Gyűjtemény IX. Ráday u. 18.
- Floralia-Római tavaszünnep III. Záhony u. 4.
- Földalatti Vasút Múzeum V. Deák tér aluljáró
- Fővárosi Levéltár XIII. Teve u. 3-5.
- Fürdőmúzeum III. Flórián tér aluljáró

## G

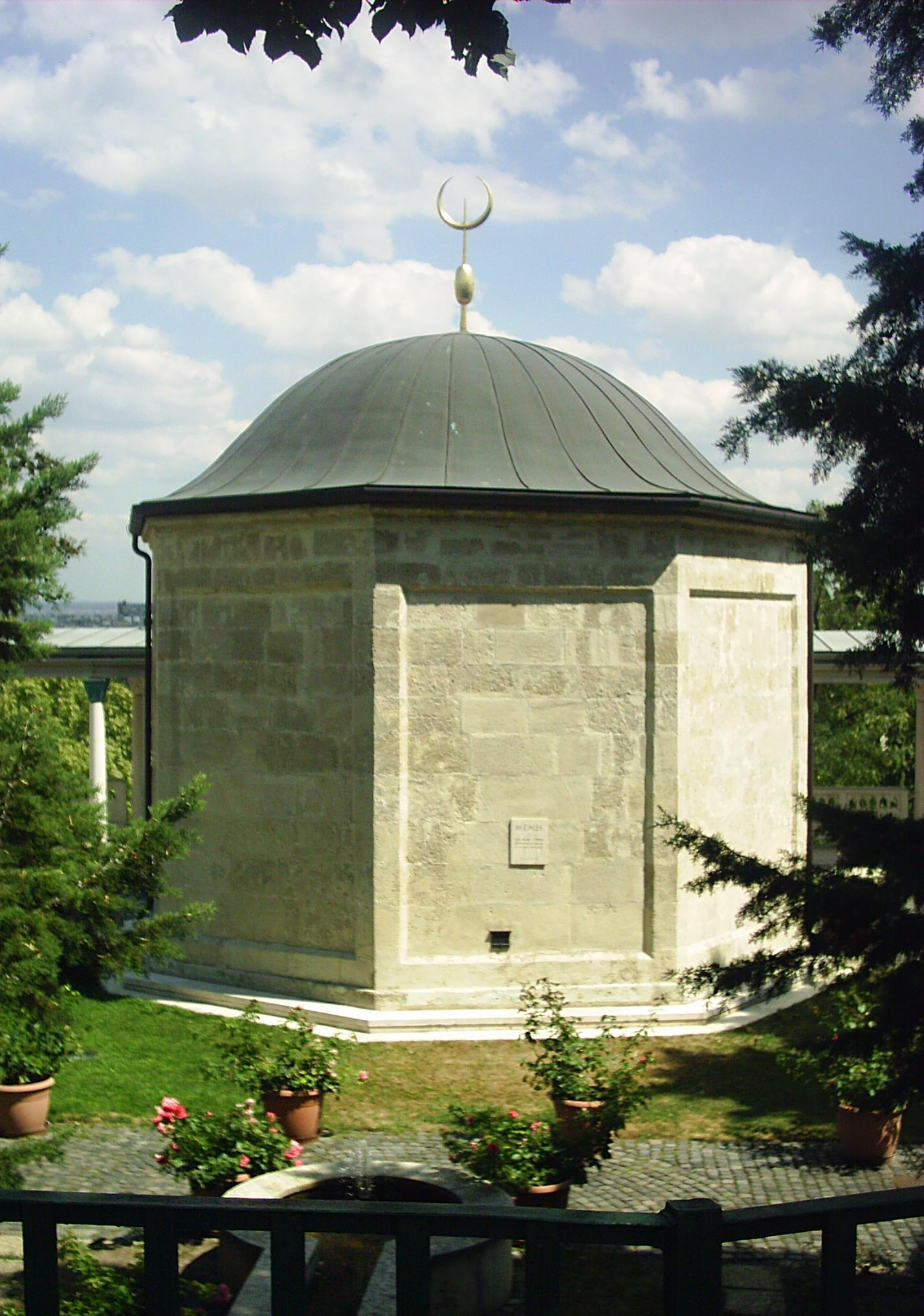
Gül Baba türbéje

- Gaál Imre Galéria XX. Kossuth Lajos u. 39.
- GAMMA Múzeum XI. Petzvál József u. 56.
- Gáz Múzeum VIII. Köztársaság tér 20.
- Gül Baba türbéje II. Mecset u. 14.
- György Villa XXII. Nagytétényi út 198-202.

## H

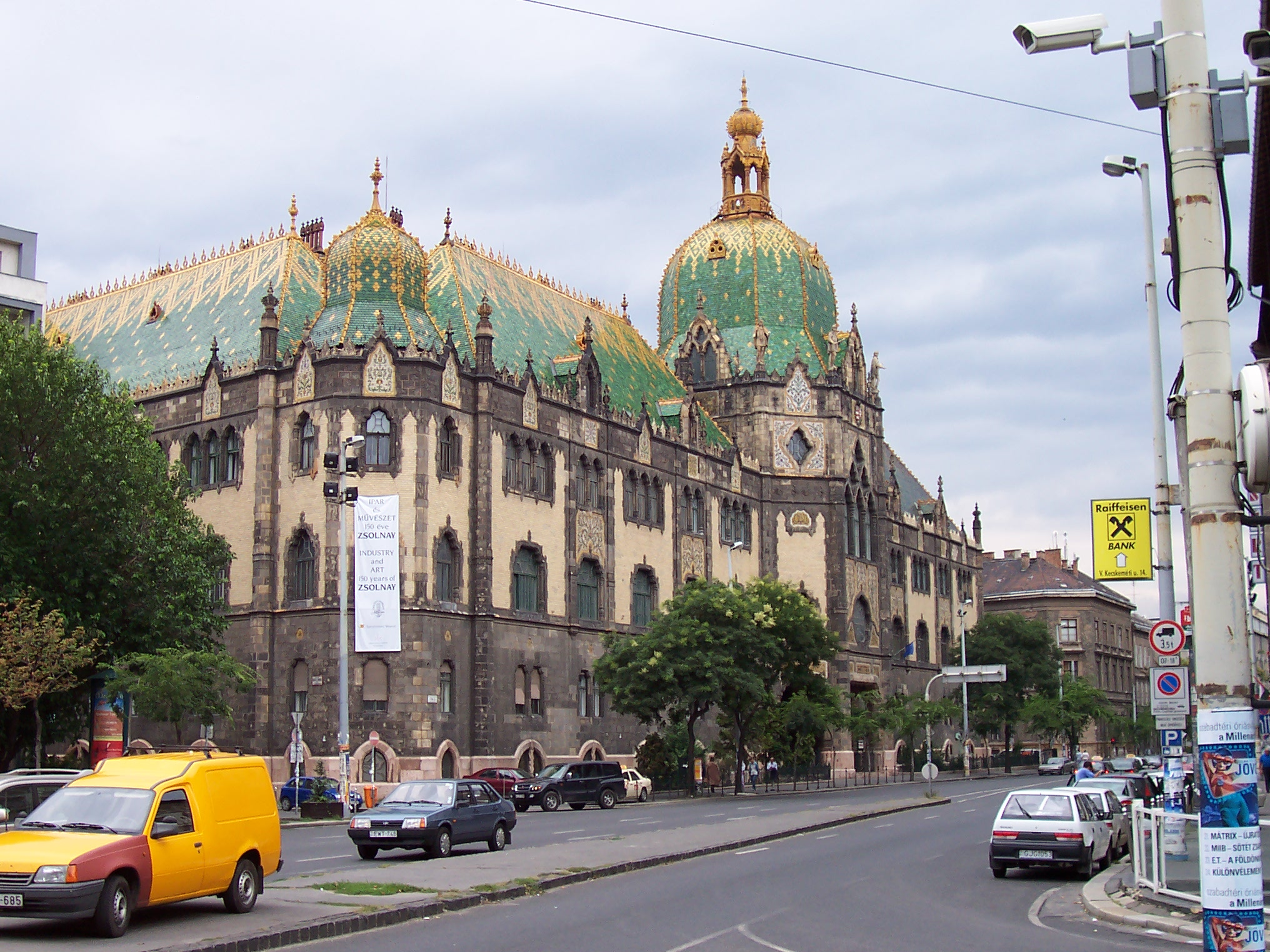
Iparművészeti Múzeum

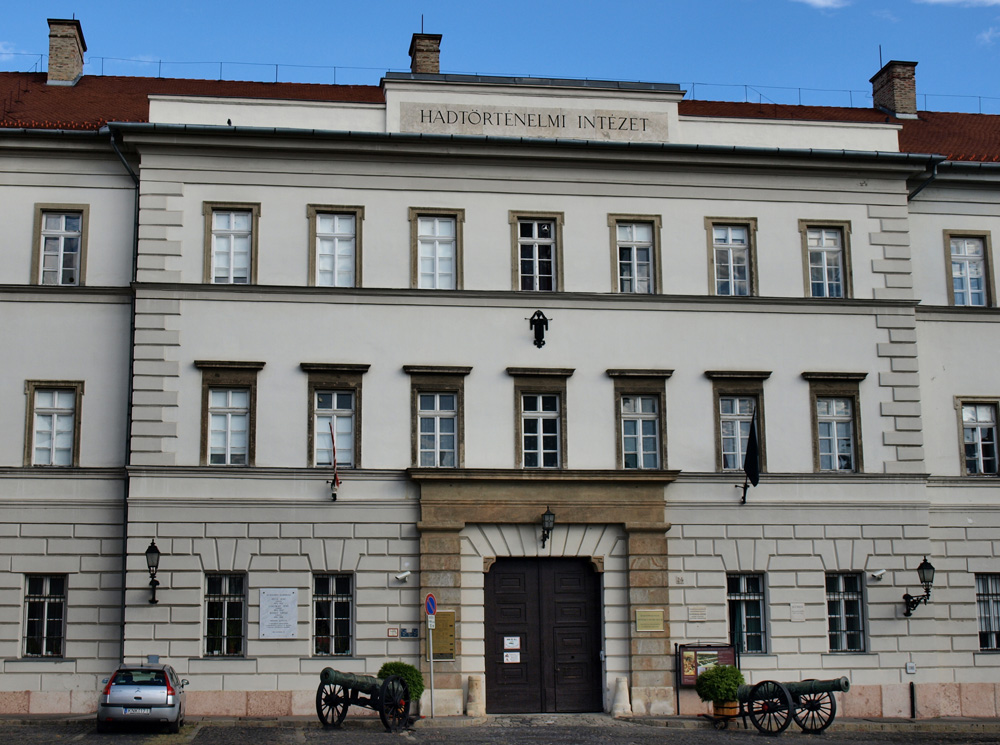
Hadtörténeti Múzeum

- Hadtörténeti Intézet és Múzeum I. Tóth Árpád sétány 40.
- Hegyvidék Helytörténeti Gyűjtemény
- Hercules-villa III. Meggyfa u. 19-21.
- Holokauszt Dokumentációs Központ és Emlékhely IX. Páva u. 39.
- Hopp Ferenc Kelet-ázsiai Művészeti Múzeum VI. Andrássy út 103.
- Húsipari Múzeum IX. Gubacsi út 6.

## I
- Iparművészeti Múzeum IX. Üllői út 33-37.

## J

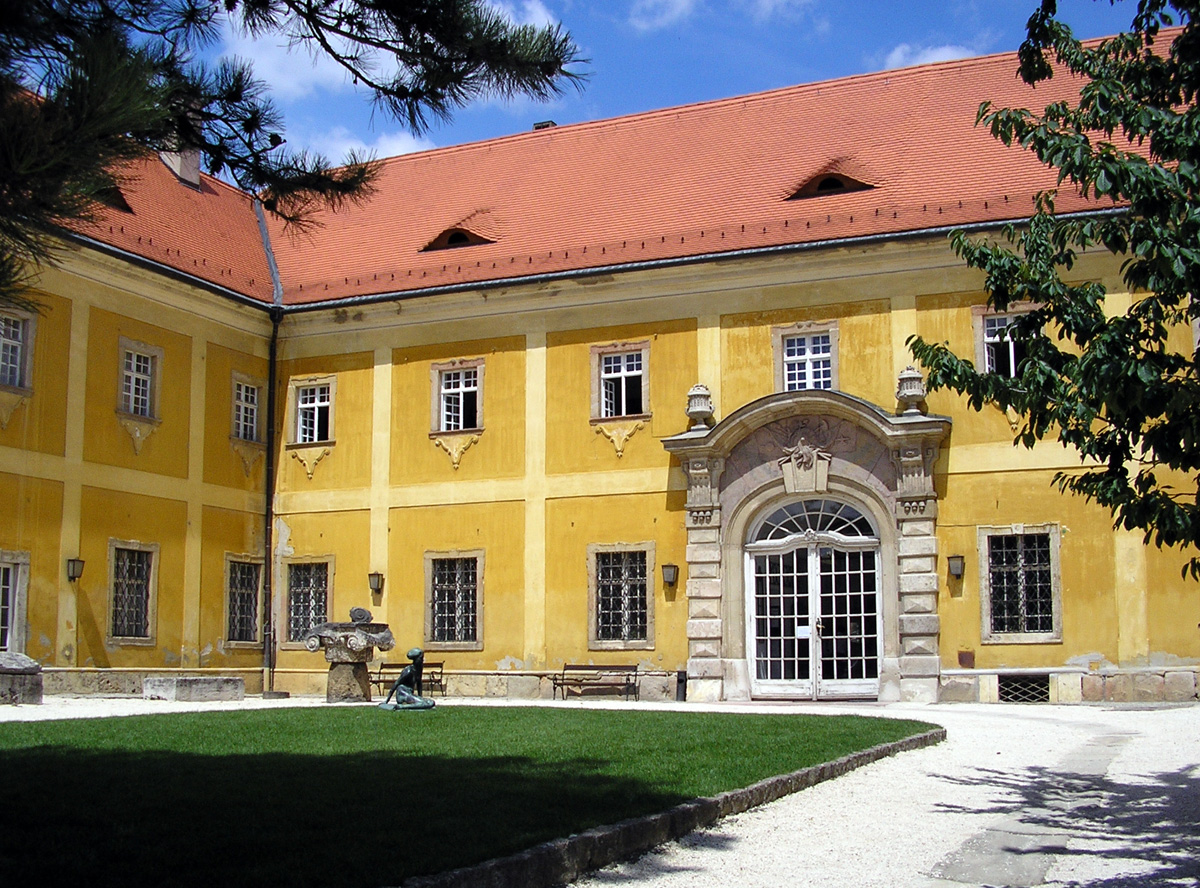
Kiscelli Múzeum

- Jókai Emlékszoba XII. Költő u. 21.
- József Attila Emlékhely IX. Gát u. 3.
- Józsefvárosi Galéria VIII. József körút 70.
- Jövő Háza  (Millenáris Park)

## K

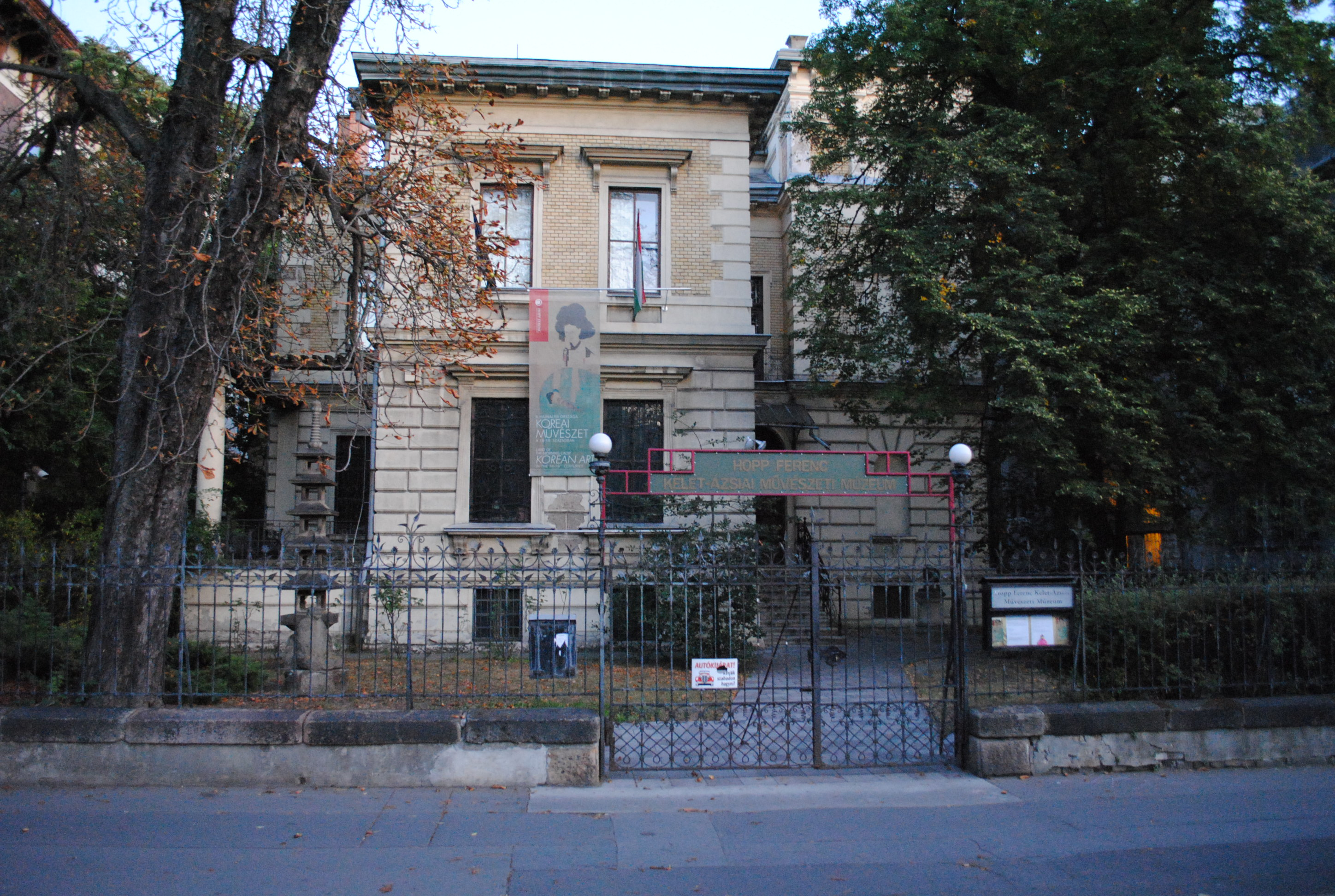
Kelet-Ázsiai Múzeum

- Kassák Lajos Emlékmúzeum III. Fő tér 1.
- Kegyeleti Múzeum VIII. Fiumei út 16.
- Kiscelli Múzeum III. Kiscelli u. 108.
- Kispesti Helytörténeti Gyűjtemény XIX. Csokonai u. 9.
- Kodály Zoltán Emlékmúzeum és Archívum VI. Andrássy út 89-91.
- Koller Galéria I. Táncsics Mihály u. 5.
- Kossuth Múzeumhajó V. Vigadó tér hajóállomás
- Kovács Gábor Művészeti Alapítvány  (KOGART Ház) VI. Andrássy út 112.
- Közlekedési Múzeum  (Magyar Műszaki és Közlekedési Múzeum)   XIV. Városligeti körút 11.
- Kőbányai Helytörténeti Gyűjtemény X. Halom u. 37.
- Kresz Géza Mentőmúzeum V. Markó u. 22.

## L

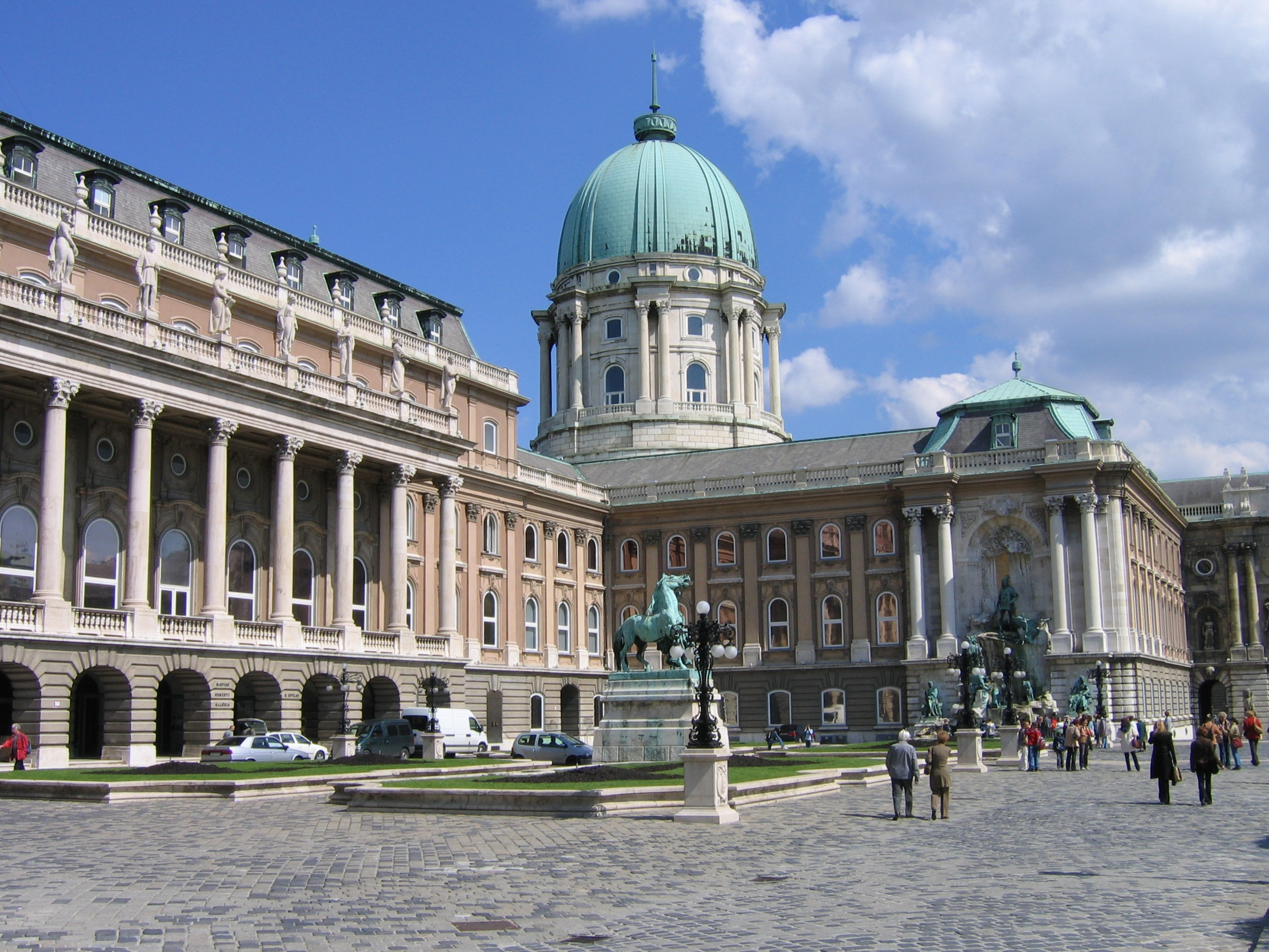
Nemzeti Galéria

- Laki Károly Néprajzi Magánmúzeum XVI. Kalitka u. 1.
- Liszt Ferenc Emlékmúzeum és Kutatóközpont VI. Vörösmarty u. 35.
- Ludwig Múzeum – Kortárs Művészeti Múzeum IX. Komor Marcell u. 1.

## M

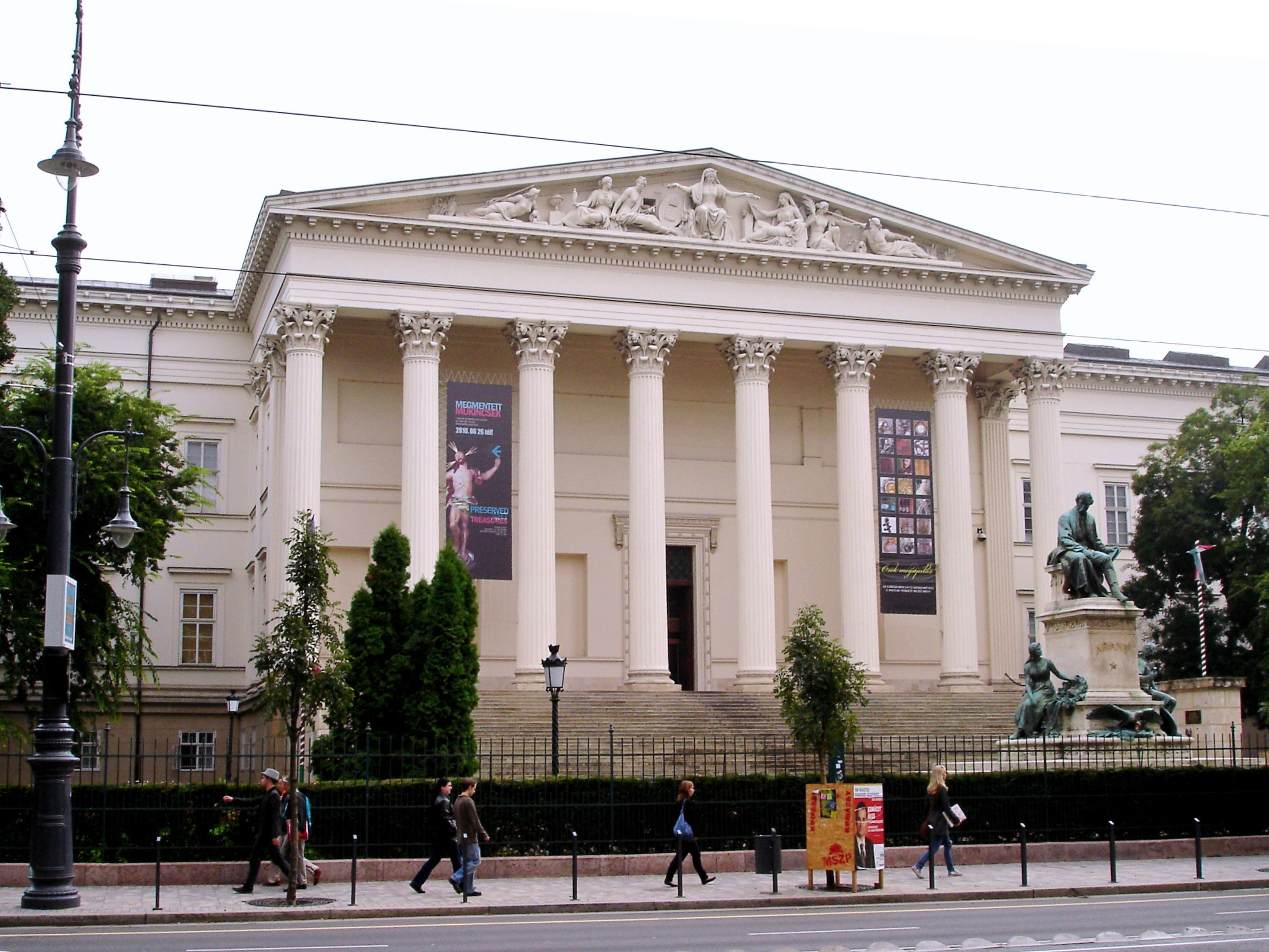
Nemzeti Múzeum

- Magyar Borok Háza I. Szentháromság tér 6.
- Magyar Elektrotechnikai Múzeum VII. Kazinczy u. 21.
- Magyar Építészeti Múzeum III. Mókus u. 20.
- Magyar Filmtörténeti Gyűjtemény XIV. Róna 174.
- Magyar Irodalmi Múzeum (Petőfi Múzeum)
- Magyar Kereskedelmi és Vendéglátóipari Múzeum III. Korona tér 1.
- Magyar Mezőgazdasági Múzeum XIV. Vajdahunyadvár
- Magyar Nemzeti Bank Bankjegy- és Érmegyűjtemény V. Szabadság tér 8-9.
- Magyar Nemzeti Galéria I. Szent György tér 2. (Budavári Palota A-D)
- Magyar Nemzeti Múzeum VIII. Múzeum körút 14-16.
- Magyar Vasúttörténeti Park XIV. Tatai u. 95.
- Magyarországi Lengyelség Múzeuma X. Állomás u. 10.
- Mai Manó Ház - Magyar Fotográfusok Háza VI. Nagymező u. 20.
- Malomipari Múzeum IX. Soroksári út 24.
- Medgyaszay Építőművész Emlékmúzeum XI. Ménesi út 59/b
- Memento Park (Szoborpark)   XXII. Balatoni út-Szabadkai u. sarok
- Meo Kortárs Művészeti Gyűjtemény IV. József Attila u. 4-6.
- Molnár C. Pál Műterem-múzeum XI. Ménesi út 65.
- Műcsarnok XIV. Dózsa György u. 37.
- Műszaki Tanulmánytár XI. Kaposvár u. 13.
- Művészetek Palotája IX. Komor Marcell u. 1.

## N

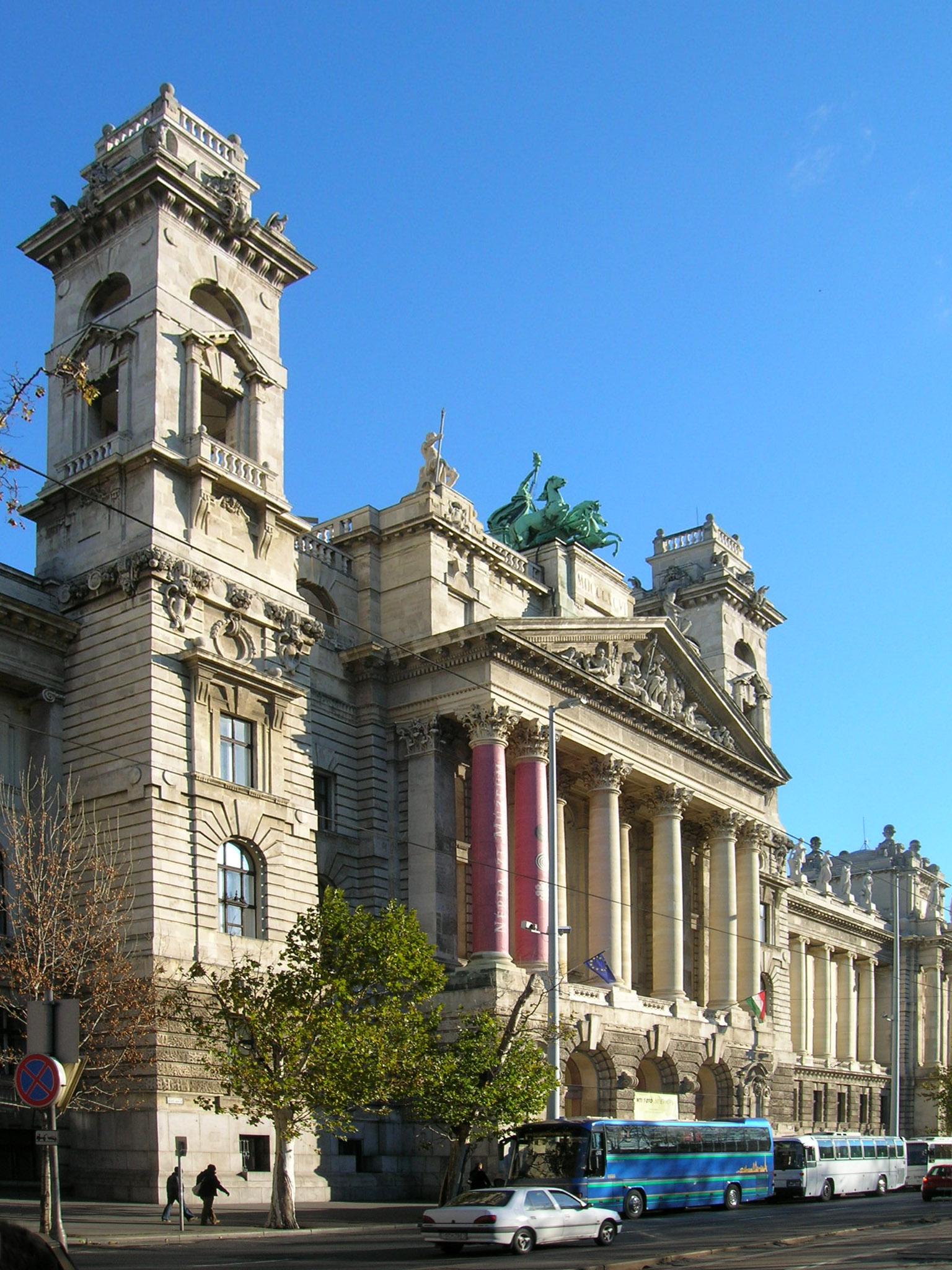
Néprajzi Múzeum

- Nagytétényi Kastélymúzeum XXII. Kastélypark u. 9.
- Nemzetközi Mobil MADI Múzeum III. Timár u. 17.
- Néprajzi Múzeum V. Kossuth Lajos tér 12.
- Nemzeti Zsido Muzeum

## O

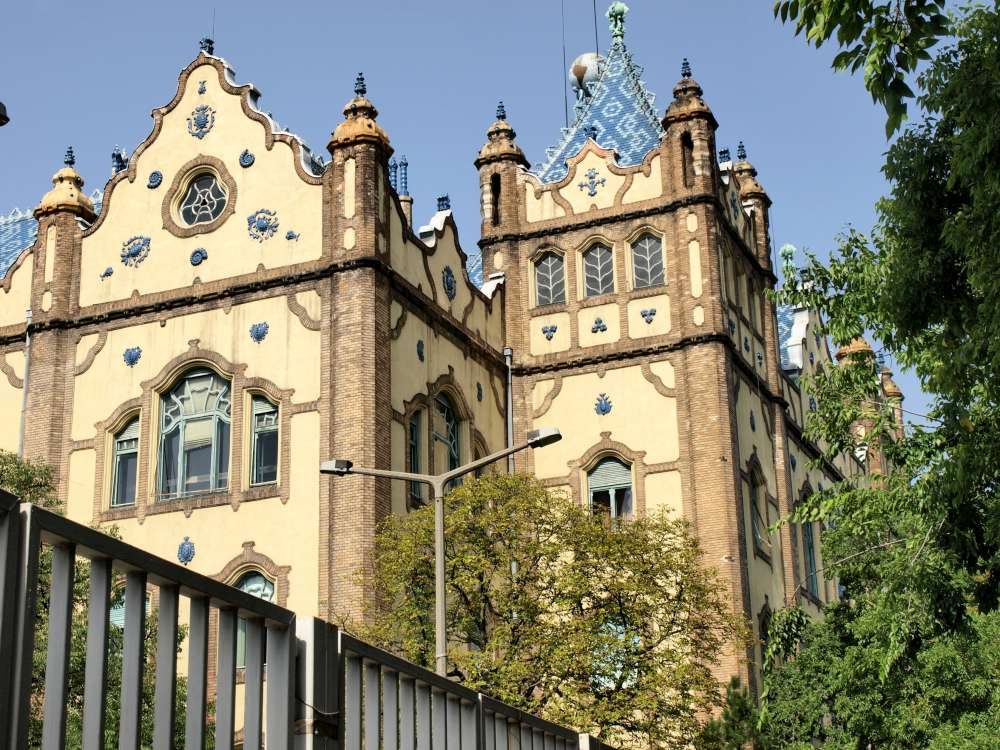
Földtani Intézet

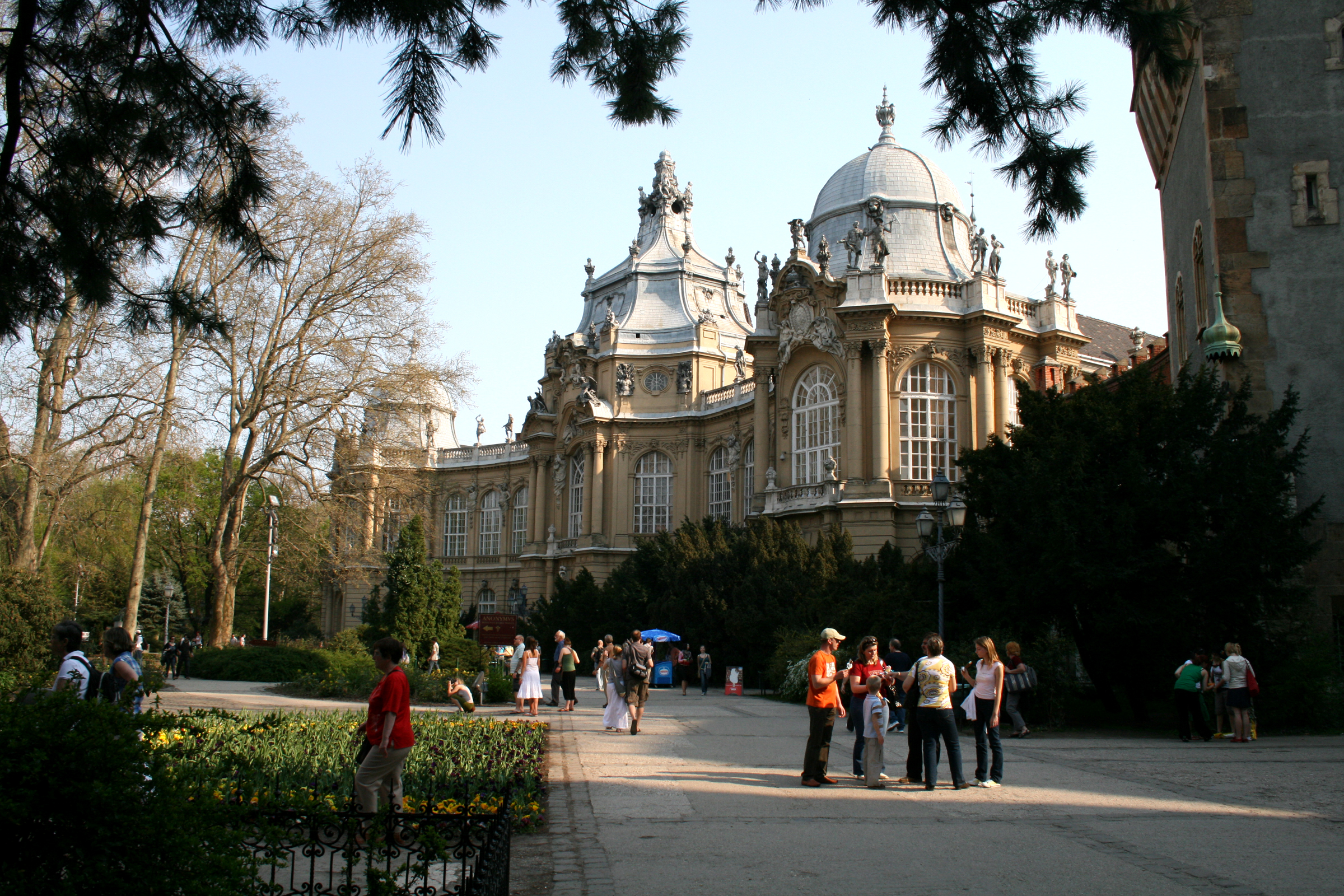
Mezőgazdasági Múzeum

- Óbudai Helytörténeti Gyűjtemény III. Fő tér 1.
- Öntödei Múzeum II. Bem József u. 20.
- Országos Földtani Múzeum XIV. Stefánia út 14.
- Országos Katolikus Gyűjteményi Központ VI. Városligeti fasor 42.
- Országos Műszaki Múzeum XI. Kaposvár u. 13-15.
- Országos Pedagógiai Könyvtár és Múzeum VIII. Könyves Károly körút 40.
- Országos Színháztörténeti Múzeum I. Krisztina körút 57.
- Országos Zsidó Vallási és Történeti és Levéltári Gyűjtemény VII. Dohány u. 2.
- OTP Pénzügytörténeti Gyűjtemény V. Vigyázó Ferenc u. 6.

## P
- Arany Sas Patikamúzeum I. Tárnok u. 18.
- Pénzügyőr- és Adózástörténeti Múzeum VI. Munkácsy Mihály u. 19/b
- Pesterzsébeti Múzeum XX. Baross Gábor u. 53.
- Petőfi Irodalmi Múzeum V. Károlyi Mihály u. 16.
- Ponton Galéria I. Batthyány u. 65.
- Postamúzeum VI. Budapest, Benczúr utca 27.

## R

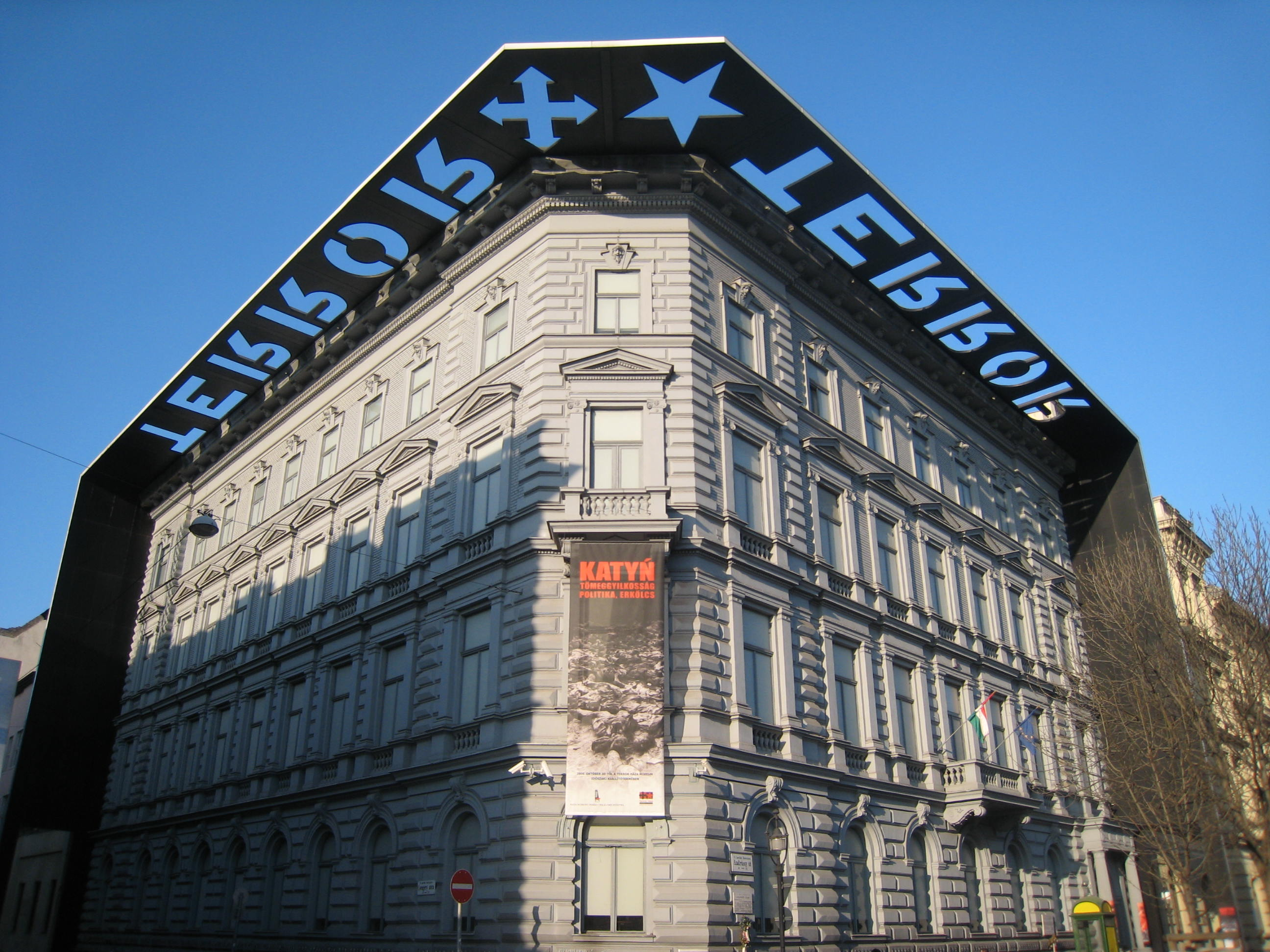
Terror Háza

- Rádió- és Televíziótörténeti Múzeum VIII. Pollack Mihály tér 8-10.[1]
- Rákospalotai Múzeum XV. Pestújhelyi út 81.
- Ráth György Múzeum VI. Városligeti fasor 12.
- Rátkai Mártom Klub VI. Városligeti fasor 38.
- Rendőrségtörténeti Múzeum VIII. Mosonyi u. 7.
- Repüléstörténeti Gyűjtemény XIV. Zichy Mihály u. 14.
- Robert Capa Kortárs Fotográfiai Központ VI. Nagymező u. 8. (a korábbi Ernst Múzeum)
- Róth Miksa Emlékház VII. Nefelejcs u. 26.

## S

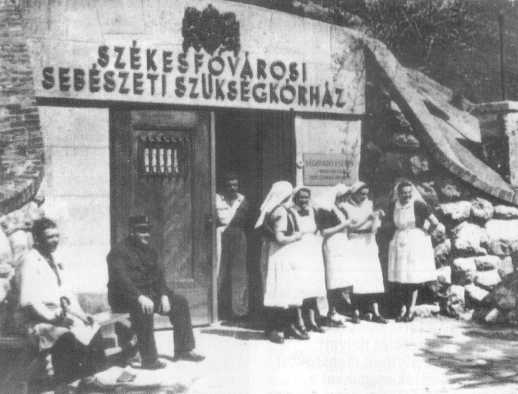
Sziklakórház

- Semmelweis Orvostörténeti Múzeum I. Apród u. 1-3.
- Sütőipari Emléktár XXII. Gyár u. 5-9.
- Szántó Piroska Emlékmúzeum I. Várkerti rakpart 17.
- Szépművészeti Múzeum XIV. Dózsa György út 41.
- Sziklakórház I. Lovas u. 4/c

## T
- Tabán Múzeum I. Döbrentei u. 9.
- Telefónia Múzeum I. Úri u. 49.
- Televízió Technikartörténeti és műsormúzeum V. Október 6. u. 9.
- Természettudományi Múzeum VIII. Ludovika tér 2.
- Terror Háza Múzeum VI. Andrássy út 60.
- Testnevelési és Sportmúzeum XIV. Dózsa György út 3.
- Textilmúzeum III. Lajos u. 136.
- Törley Pezsgőmúzeum XXII. Háros u. 2-6.
- Tutenhamon Museion VIII. Rákoczi út 57.
- Tűzoltó Múzeum X. Martinovics tér 12.

## U
- Újpesti Helytörténeti Gyűjtemény IV. Berda József u. 48.
- Újpesti Lepkemúzeum IV. Dessewffy u. 26.

## V
- Várfok Galéria I. Várfok u. 14.

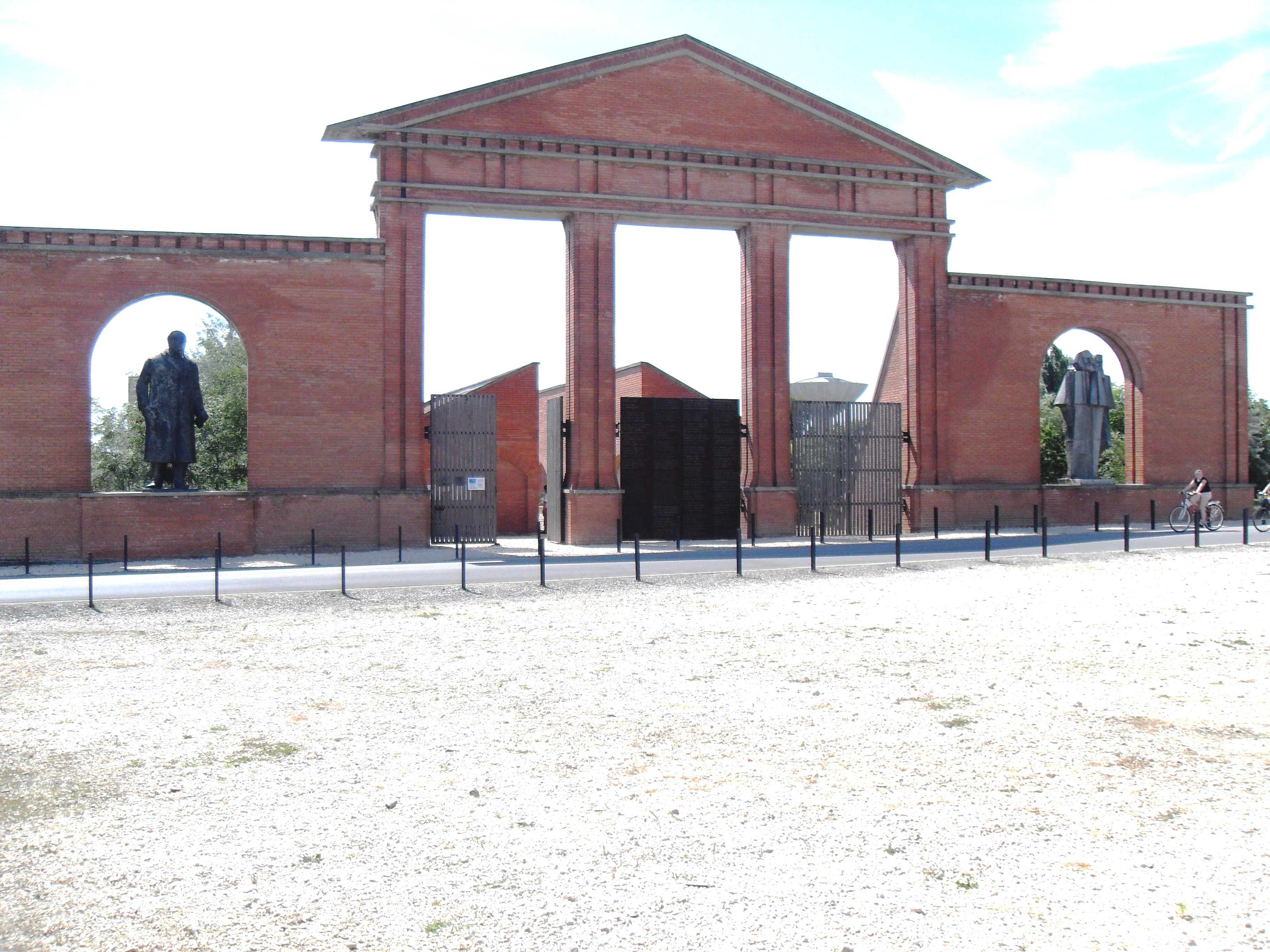
Szoborpark

- Varga Imre Gyűjtemény III. Laktanya utca 7.
- Vasarely Múzeum III. Szentlélek tér 6.

## Z
- Zászlómúzeum VIII. József körút 68.
- Zenetörténeti Múzeum I. Táncsics Mihály u. 7.  (Erdődy Palota)
- Zsidó Múzeum VII. Dohány u. 2.
- Zwack Unicum Múzeum IX. Soroksári út 26.